# Småländska höglandet

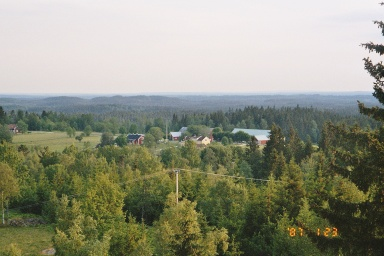
Utsikt från Tomtabackstornet nordväst om Sävsjö

Småländska höglandet, ofta enbart Höglandet, är benämningen på den del av höglandsområdet Sydsvenska höglandet som ligger inom Småland. Småländska höglandet omfattar delar av kommunerna Aneby, Eksjö, Nässjö, Sävsjö, Tranås och Vetlanda, samtliga tillhörande Jönköpings län. Även en liten del av Kronobergs län hör till Småländska höglandet där byn Karryd ligger på 311 meter över havet. Området är i huvudsak beläget 200–250 meter över havet. Dess högsta punkt Tomtabacken i Nässjö kommun, 377 meter över havet, utgör Götalands högsta.

## Klimat
Småländska höglandets klimat skiljer sig påtagligt från lägre liggande områdens (under omkring 200 meter över havet) och påminner om klimatet i Norrlands sydligare delar en bit innanför kusten. En följd därav är att växtlighet och djurliv avviker från resten av Småland och de närmast kringliggande landskapen.
Västliga vindar dominerar, vilka pressas uppåt, när de träffar höglandet, vilket leder till så kallat orografiskt regn och mer åska än i kringliggande områden. Luftens brytningsindex för radiovågor, som i huvudsak bestäms av kombinationen av temperatur, lufttryck och luftfuktighet har en speciell årstidsvariation i småländska höglandet.

## Namnets användning
Namnet Höglandet har alltmer börjat användas på liknande sätt som ett landskapsnamn men särskiljer området från Småland i övrigt. Det har tagits in i namnsättning av företag, lokala media, turistverksamheter med mera. Hotell Högland i Nässjö är ett av de första exemplen. En långvandringsled har namnet Höglandsleden, ett sjukhus heter Höglandssjukhuset. Industrier och företag är exempelvis Höglands logistik, Höglands stål och Höglands maskin. Även idrottsföreningar har tagit in begreppet Högland(et) i sina namn, som Nässjö Highlanders i basket. Några gratis lokaltidningar likaså, Höglandsnytt och Höglandet nu.

### Fotnoter
1. ↑  Anderas Alfredsson (9 februari 2000). ”Förlust – för 22:a matchen i följd...”. Aftonbladet. http://wwwc.aftonbladet.se/sport/0002/09/johny.html. Läst 1 januari 2016.
2. ↑  Höglandsnytt, läst 30 oktober 2016